# Psilopogon malabaricus
El barbudo malabar (Psilopogon malabaricus) es un pequeño barbudo que habita en los Ghats occidentales de la India. Fue considerado anteriormente como una subespecie del barbudo capirrojo (Psilopogon rubricapillus). Su área de distribución coincide parcialmente con la del  barbudo calderero (Psilopogon haemacephala) y tiene un canto de llamada similar pero más rápido.

## Descripción
Esta especie puede diferenciarse del barbudo calderero por la cara y garganta carmesí. Las notas del canto de llamada son emitidas más rápidamente que en la otra especie.

## Distribución y hábitat
Esta especie está distribuida en los Ghats occidentales desde los alrededores de Goa en dirección sur hasta el sur de Kerala en los bosques perennifolios húmedos principalmente por debajo de los 1.200 m elevación. También se pueden encontrar en las plantaciones de café. A menudo visitan árboles de género Ficus, que tengan frutos, uniéndose a bandadas de palomas verdes y  minás

## Comportamiento y ecología

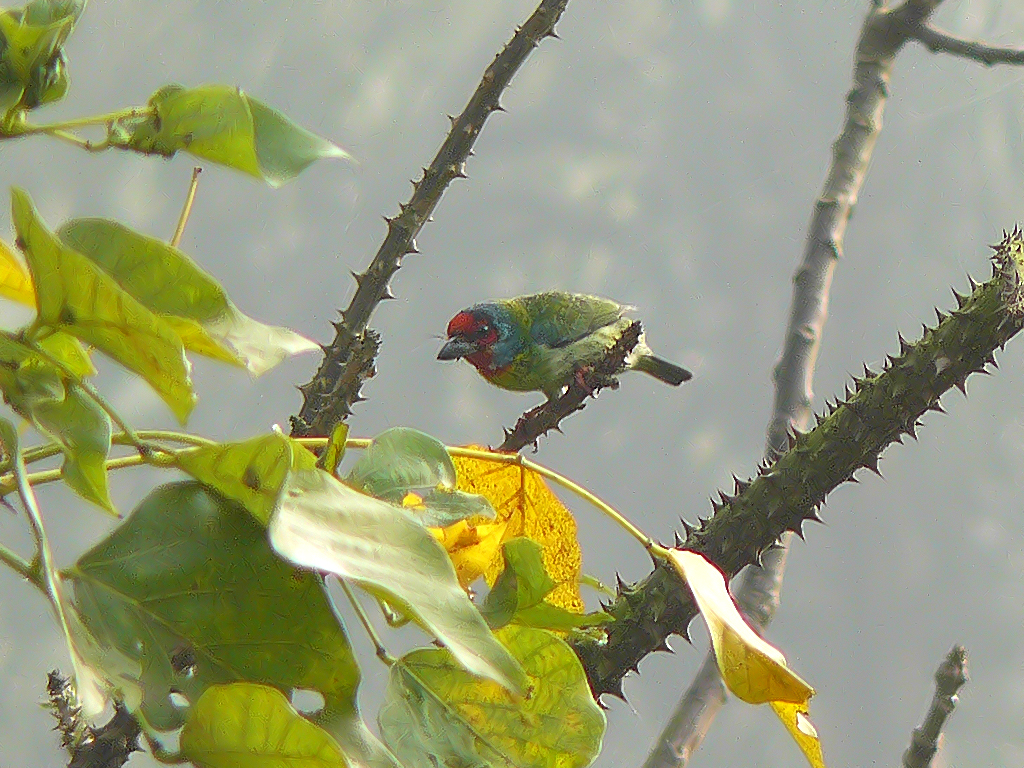
Adulto en un Erythrina

Estas aves se observan normalmente en parejas durante la estación de cría pero son más gregarias fuera de ella. Su vuelo recto y rápido puede asemejarse al de los loris. La estación de cría es principalmente durante los meses de febrero a marzo con anterioridad a la época de lluvias. El agujero del nido está excavado bajo una rama delgada. Suele tardar aproximadamente 18 días en excavar el nido. Estos agujeros del nido son a menudo destruidos por barbudos más grandes que pueden intentar ampliar el agujero. Hacen un nido cada año. Puede hacer varios agujeros y cualquier agujero extra puede ser utilizado como dormidero. Ponen dos huevos en cada nidada. Son incubados entre 14 y 15 días. Los huevos pueden ser depredados por ardillas de las palmeras (Funambulus spp.) que son normalmente expulsados por las aves adultas. Los huevos que no eclosionan son sacados del nido por los padres. Durante la primera semana los pollos son alimentados con insectos  después de la cual  son alimentados con frutas. Los pollos abandonan el nido en 35 días aproximadamente.
Esta especie se alimenta principalmente de frutas pero a veces también de larvas, termitas (cazando en vuelo enjambres de insectos alados), hormigas y pequeñas orugas. En Kerala, los árboles con frutos están restringidos principalmente a especies del género Ficus especialmente Ficus microcarpa, Ficus gibbosa y Ficus tsiela. Cuándo se alimentan de pequeñas frutas, suelen percharse y picotear más que tragar la fruta entera. Fuera de la estación de cría, suelen  unirse en  bandadas mixtas de alimentación.

## Otras fuentes
- Yahya,HSA (1990) requisito Dietético de Carmesí Throated Barbet. Zoológicos' Revista de Impresión 5(11):7
- Yahya, HSA (1980) Un estudio comparativo de ecología y biología de los barbudos, Megalaima spp. (Capitonidae: Piciformes) Con referencia especial a Megalaima viridis (Boddaert) y M. rubricapilla malabarica (Blyth) En Reserva de Tigres de Periyar , Kerala. Ph. D. Tesis, Universidad de Bombay.

- Datos: Q27074869
- Multimedia: Psilopogon malabaricus / Q27074869
- Especies: Psilopogon malabaricus